# Дюшен, Жозеф
Жозеф Дюшен (фр. Joseph Duchesne или du Chesne, также Иосиф Кверцетанус, лат. Josephus Quercetanus; 1544[…], Лектур, Арманьяк — 20 августа 1609, Париж) — французский врач и алхимик, последователь Парацельса.

## Биография
Учился в Монпелье и Базеле (диплом медика, 1573). В 1570 году женился на внучке Гийома Буде. Принял кальвинизм, занимался медицинской практикой. Лечил Франциска, герцога Анжуйского. Уехал из Лиона в 1580 году в Женеву (в 1584 году получил её гражданство). Избран в Совет двухсот в 1587 году. Был послом в Берне, Базеле, Шаффхаузене и Цюрихе в 1589—1596 гг. С 1594 г. — член Совета шестидесяти. В 1598, после принятия Нантского эдикта, вернулся во Францию и стал придворным врачом Генриха IV. В 1601 по поручению Николя Брула де Силлери был послом в Швейцарских кантонах. В 1604 году проводил научные демонстрации при дворе Морица Гессен-Кассельского в созданной для него лаборатории.